# Cerithidea microptera
Cerithidea microptera is een slakkensoort uit de familie van de Potamididae. De wetenschappelijke naam van de soort is voor het eerst geldig gepubliceerd in 1842 door Kiener.